# Mamdouh Elssbiay
Mamdouh Mohammed Hassan Elssbiay (em árabe: ممدوح السبيعي; nascido em 16 de setembro de 1984) é um ficulturista profissional egípcio da IFBB. Elssbiay é frequentemente referido pelo apelido de Big Ramy. Ele foi o campeão do Mr. Olympia nos anos de 2020 e 2021.

## Início da vida
Ele nasceu em Al-Sebea perto de Baltim no distrito de Burullus, Kafr El Sheikh. Trabalhou como pescador, onde foi para o Kuwait, antes de começar a treinar profissionalmente.

## Carreira de fisiculturista
Elssbiay ganhou seu cartão profissional ao conquistar o título geral no Olympia Amateur de 2012 na Cidade do Kuwait, apenas três anos depois de começar a treinar. Em 2010, Elssbiay ingressou na Oxygen Gym no Kuwait. Em 2011, ele pesava 200 libras, e quando ele pisou no palco Olympia Amateur Kuwait 2012, ele pesava 286 libras e foi declarado o campeão. Em 2013, Elssbiay fez sua estreia no IFBB Pro no New York Pro, que venceu. Em 2020, Elssbiay venceu o Mr. Olympia.
Em outubro de 2020, ele testou positivo para COVID-19, o que o impediu de participar do Europa Pro Bodybuilding Championships 2020.

## Competições
Amador
- 2012 Kuwait Golden Cup – 1°
- 2012 Amateur Olympia Kuwait – *1° (Earned Pro Card)

Profissional
- 2013 New York Pro Championship – 1°
- 2013 Mr. Olympia – 8°
- 2014 New York Pro Championship – 1°
- 2014 Mr. Olympia – 7°
- 2015 Arnold Classic Brazil – 1°
- 2015 Mr. Olympia – 5°
- 2015 Arnold Classic Europe - 4°
- 2015 EVLS Prague Pro – 2°
- 2016 Mr. Olympia – 4°
- 2016 Arnold Classic Europe – 2°
- 2016 IFBB Kuwait Pro – 1°
- 2016 EVLS Prague Pro – 2°
- 2017 Mr. Olympia – 2°
- 2017 Arnold Classic Europe – 1°
- 2018 Mr. Olympia – 6°
- 2020 Arnold Classic – 3°
- 2020 Mr. Olympia – 1°
- 2021 Mr. Olympia – 1°